# Tirotejos de Hanau
Els Tirotejos de Hanau de 2020 fan referència a dos tirotejos massius que van tenir lloc el 19 de febrer de 2020 a la ciutat alemanya de Hanau, en l'estat federat de Hessen. L'autor, Tobias Rathjen, va fugir i posteriorment va ser trobat mort a la seva casa al costat de la seva mare Gabriele Rathjen.

## Desenvolupament
Els atacs van ser perpetrats al voltant de les 10.00 p. m. (UTC+1), en dos bars de narguil (coneguts com «shisha bar» a Alemanya), l'un situat al centre de la localitat de Hanau, davant de la plaça central, i l'altre al barri de Kesselstadt, a ponent de la ciutat. En el primer informe preliminar, van ser identificats almenys vuit morts. Nou persones van morir en els dos tirotejos. L'autor després va conduir a casa, li va disparar a la seva mare i es va suïcidar, deixant una nota de suïcidi on es va culpar per tots els assassinats, comptabilitzant un total d'onze morts, inclòs el mateix autor.
- Ferhat Unvar
- Mercedes Kierpacz
- Sedat Gürbüz
- Gökhan „Gogo“ Gültekin
- Hamza Kenan Kurtovic
- Kalojan Velkov
- Vili Viorel Păun
- Said Nesar Hashemi
- Fatih Saracoglu
- Gabriele Rathjen

## Autor
L'autor de tots dos atacs va ser Tobias Rathjen, un individu de nacionalitat alemanya de 43 anys, que va actuar en solitari portant una pistola semiautomàtica de tipus Glock17, calibre 9 × 19 mm Parabellum. L'home va ser trobat mort al seu apartament poc temps després que fos coneguda la seva identitat. Realitzava ciberactivisme en favor del neonazisme, promovent un discurs xenofób, especialment islamófob, on també es manifestava a favor del supremacisme blanc i d'una «neteja ètnica mundial» en contra de musulmans i jueus.
L'autor també va al·legar en la seva carta de suïcidi que telepàticament el govern l'estava perseguint i vigilant.